# Тожиев, Элбек Худойназарович
Элбек Худойназарович Тожиев (бел. Элбек Худойназаровіч Тажыеў, узб. Elbek Hudoynazarovich Tojiev, род. 7 января 1986 года, Кенагас, Каракалпакстан, Узбекистан) — белорусский борец классического стиля, узбек по национальности. Чемпион Европы по греко-римской борьбе. Заслуженный мастер спорта Республики Беларусь (2012). В прошлом выступал за Узбекистан (2003-2007).

## Биография
Родился в кишлаке Кенагас. В возрасте 10 лет уехал в Самаркандское спортивное училище. В 2006 году выиграл юниорское первенство мира и в 17 лет переехал в Белоруссию сменив гражданство. Первые годы жил в общежитии, которое предоставили ему в городе Борисове, вскоре получил квартиру.
Жена — Халида Тожиева, есть сыновья Рамазан и Али.

## Спортивная карьера
Принимал участие в летних Олимпийских играх 2012, в 1/8 финала уступил японцу Хашигаве. На чемпионате Европы в Тбилиси, в категории до 55 кг в финальной схватке взял верх над азербайджанцем Элчином Алиевым и завоевал золотую медаль.